# Indicación Geográfica Protegida Alcachofa de Tudela

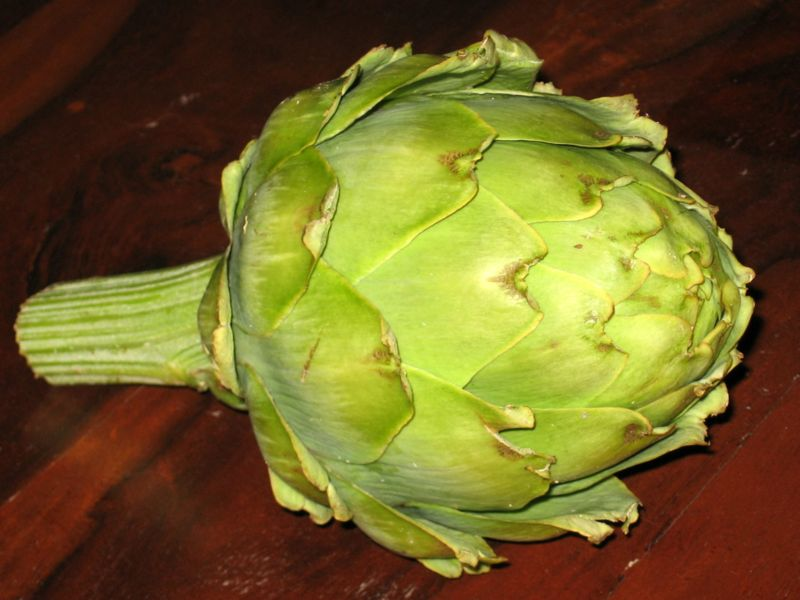
Imagen de una alcachofa.

La Indicación Geográfica Protegida "Alcachofa de Tudela", denominada de forma abreviada I.G.P. Alcachofa de Tudela, es una indicación geográfica ubicada en la Comunidad Foral de Navarra para regular y controlar la producción y comercialización de la alcachofa navarro bajo determinados parámetros de calidad y trazabilidad en la zona de Tudela y la Ribera de Navarra.
Según las normativas vigentes, esta Indicación Geográfica Protegida protege a los capítulos florales o "cabezas" procedente de plantas de la especie Cynara scolymus del cultivar "Blanca de Tudela" para su consumo, tanto en fresco como en conserva.
En la actualidad, estas alcachofas son las más famosas de España junto con la Alcachofa de Benicarló.

## Historia
En el año 1988 surgió la Denominación de Calidad "Alcachofa de Tudela", que amparaba únicamente al producto para el consumo en fresco que se producía en el área geográfica formada por los territorios de los municipios de Cabanillas, Cortes, Fontellas, Fustiñana y Tudela. En el año 1996, la entrada en vigor en España del Reglamento (CEE) nº 2081/92, obligó a suspender las figuras de las Denominaciones de Calidad y a reconvertirse en alguna de las figuras contempladas por el Reglamento comunitario, siendo en 1999 cuando se iniciaron los trabajos para la reconversión de la Denominación de calidad. Fue en junio de ese mismo año cuando se envió al, por entonces llamado Departamento de Agricultura, Ganadería y Alimentación del Gobierno de Navarra, la petición de registro europeo de la Indicación Geográfica Protegida "Alcachofa de Tudela" tal y como se conoce en la actualidad.
La Indicación Geográfica Protegida "Alcachofa de Tudela" fue aprobada finalmente en el año 2000 a tavés de por Orden Foral en julio de 2000, ratificada por el Ministerio de Agricultura de España en mayo del 2001 y finalmente inscrita en el registro europeo de la Comisión, Reglamento (CE) nº 1971/2001, el 9 de octubre de 2001.

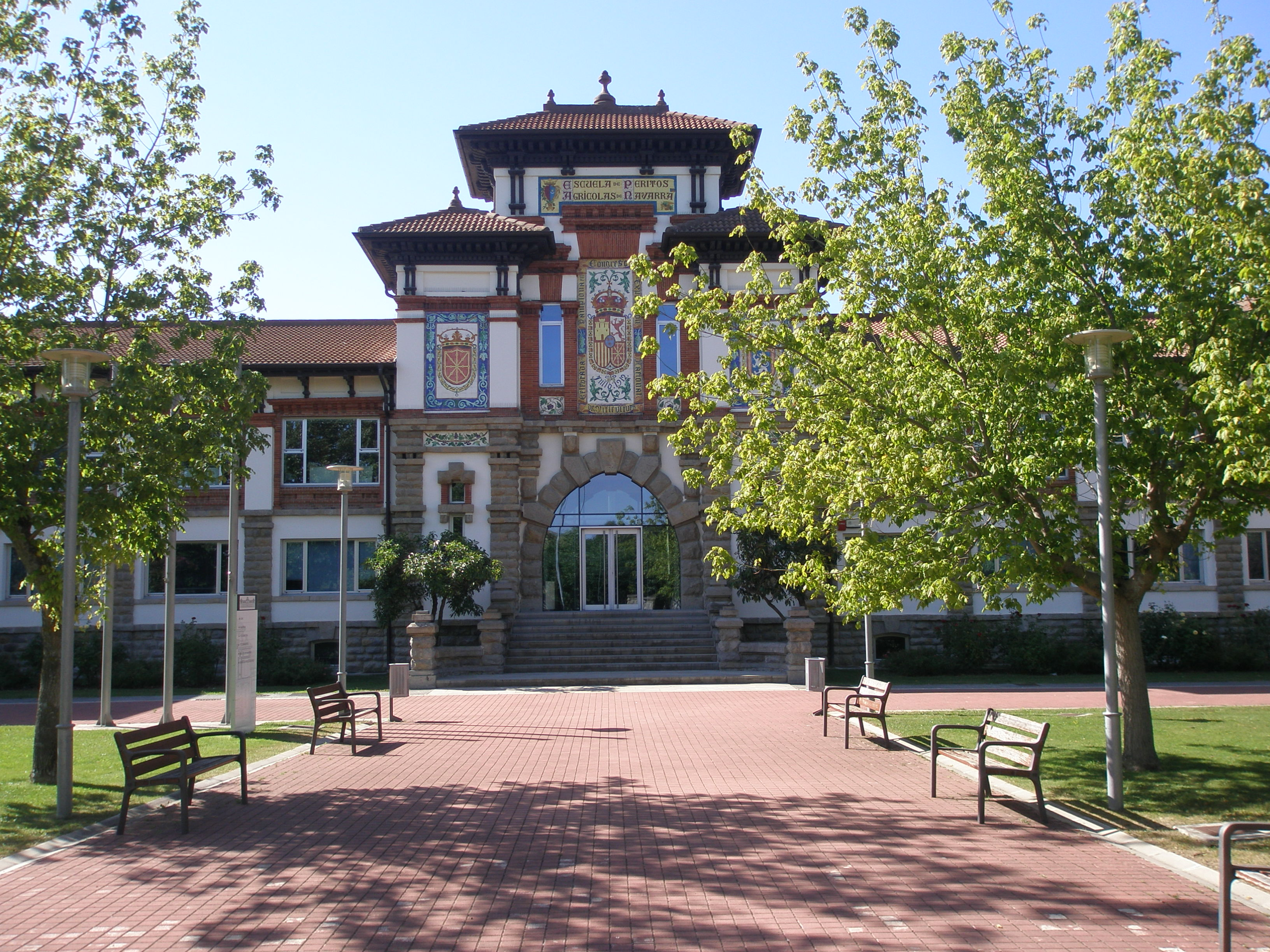
Imagen de la antigua Escuela de Peritos Agrícolas, construida en 1912 por José Yárnoz, donde actualmente se encuentra la sede del Instituto Navarro de Tecnologías e Infraestructuras Agroalimentarias.

## Sede
Actualmente este organismo tiene su sede en la antigua Escuela de Peritos Agrícolas situada en la Avenida Serapio Huici 22, de Villava, englobada dentro del Instituto Navarro de Tecnologías e Infraestructuras Agroalimentarias.

## Zona geográfica
Actualmente la zona amparada bajo esta marca de calidad acoge a las siguientes localidades navarras: Ablitas, Andosilla, Arguedas, Azagra, Barillas, Buñuel, Cabanillas, Cadreita, Cárcar, Cascante, Castejón, Cintruénigo, Corella, Cortes, Falces, Fitero, Fontellas, Funes, Fustiñana, Lodosa, Marcilla, Mendavia, Milagro, Monteagudo, Murchante, Peralta, Ribaforada, San Adrián, Sartaguda, Tudela, Tulebras, Valtierra y Villafranca.